# كوداكية مضلعة
كوداكية مضلعة (الاسم العلمي: Codakia costata) هي نوع من الرخويات تتبع جنس الكوداكية من فصيلة اللوسينات.